# 신체 (신토)

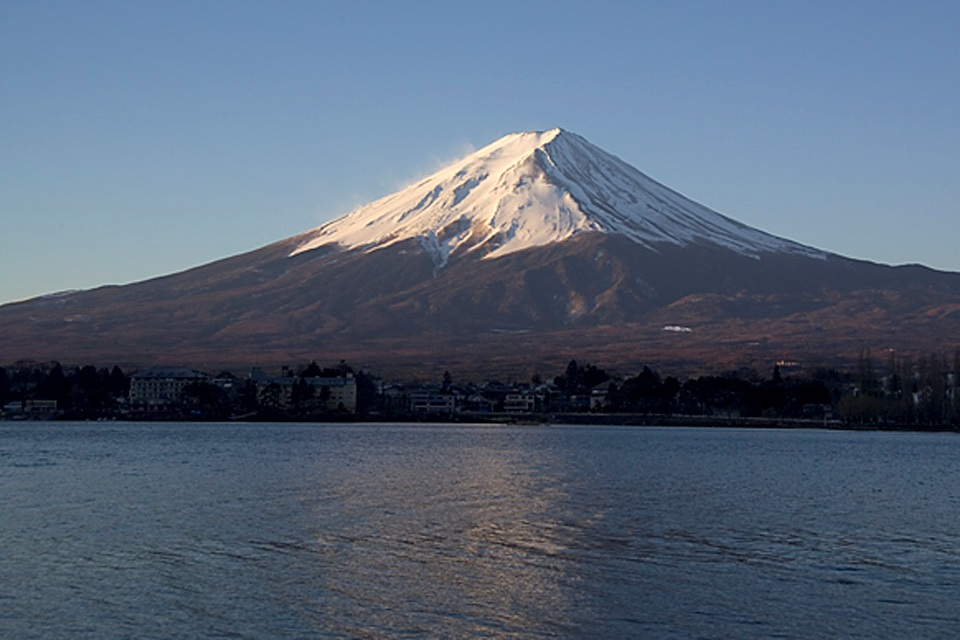
신체의 일종인 후지 산

신체(일본어: 神体 신타이[*])는 일본 고유의 신앙 체계인 신토에서 각 신사마다 모시는 신인 제신(祭神)을 상징하는 예배 대상물이다. 구슬, 거울, 검, 방울 등 신사에 따라 다양한 형태로 존재한다. 사쿠라이시의 오미와 신사(大神神社)의 신체는 미와 산(三輪山)이며, 이세시의 고타이 신궁(皇大神宮)의 신체는 삼종의 신기 중 하나인 팔지경(八咫鏡)이다. 이른바 미타마시로(御霊代) 또는 요리시로(依り代)라고 불리는 신이 머문다고 여기는 장소나 물건도 신체라고 한다.

## 미와 산
미와 산은 산이 신체로 받들어지는 성스러운 산으로 일본 고대의 여러 이야기 속에 등장한다. 미와 산은 아스카 지역에서 오사카나 교토 방면 가려면 지나야 하는 길에 위치하고 있다. 미와 산 산자락을 따라 야마노베노미치가 나 있는데 고대의 중요한 교통로였다. 미와 산의 근처에는 마키무쿠 전방 후원분들이 위치하고 있는데, 여기에 호케노야마 고분, 시부타나무카이야마 고분, 하시하카 고분, 이시즈카 고분, 카즈미아 고분, 야즈카 고분, 히가이다오오즈카 고분이 포함된다. 또한 야요이인들의 집단 거주지인 마키무쿠 유적도 근처에 있다. 야마노베노미치에는 만엽시비가 줄지어 늘어서 있고, 그 길의 중간인 사쿠라이 시마키무쿠 일대를 히미코 거리라고 하는데, 히미코의 야마타이국이 이곳에 있었을 것이라고 추정하기도 한다. 미와 산의 북쪽에 있는 이소노카미 신궁에는 4세기경 백제가 준 것으로 알려진 칠지도가 있다.

## 같이 보기
- 주물숭배
- 영목
- 생명나무